# Zagrad (gmina Berane)
Zagrad (cyr. Заград) – wieś w Czarnogórze, w gminie Berane. W 2011 roku liczyła 26 mieszkańców.